# Madhuca elmeri
Madhuca elmeri là một loài thực vật có hoa trong họ Hồng xiêm. Loài này được Merr. ex H.J.Lam mô tả khoa học đầu tiên năm 1927.